# Karl Hammer (Kirchenhistoriker)
Karl Hammer (* 1. Juni 1936 in Ansbach; † 1. Dezember 2010 in Weil am Rhein) war ein evangelischer Kirchenhistoriker.
Nach dem Abitur 1954 in Ansbach studierte er Evangelische Theologie in  Tübingen, Göttingen, Heidelberg, Basel und Erlangen. Er promovierte 1961 an der Universität Basel bei Karl Barth mit der Arbeit W. A. Mozart – eine theologische Deutung zum Dr. theol. und habilitierte sich ebendort 1969 mit einer bekannt gewordenen Arbeit zur christlichen, insbesondere protestantischen Kriegspredigt sowie der theologischen Sakralisierung des Krieges. Diese auch als Taschenbuch verbreitete Arbeit ist zugleich ein biographisches Lexikon für Theologen aus dem entsprechenden Umfeld.
Von 1967 bis 1972 war Hammer Pfarrer in Delsberg. Anschließend wirkte er bis zu seiner Pensionierung im Jahr 1999 als Pfarrer in der Theodorsgemeinde der Evangelisch-reformierten Kirche Basel-Stadt. Daneben war er ausserordentlicher Professor für neuere Kirchengeschichte an der Universität Basel. Er lebte zuletzt in Weil am Rhein.

## Schriften
- W. A. Mozart. Eine theologische Deutung. Basel 1961. Zürich: evz 1964
- Deutschland im Lichte des Reiches Gottes. Zur Erinnerung an Wilhelm Hoffmann. In: Theologische Zeitschrift 25 (Basel 1969), S. 182–194
- Deutsche Kriegstheologie 1870–1918, Gilching 1971. 2. Auflage München: dtv 1974 (dtv 4151)
- Adolf von Harnack und der Erste Weltkrieg, in: Zeitschrift für Evangelische Ethik, Gütersloh 1972, S. 85 ff
- Christen, Krieg und Frieden. Eine historische Analyse. Freiburg/Olten: Walter 1972
- Der deutsche Protestantismus und der Erste Weltkrieg, in: Francia 2 (1974), S. 398 ff
- Weltmission und Kolonialismus. Sendungsideen des 19. Jahrhunderts im Konflikt. München: Kösel 1978 (dtv Wissenschaft  4368, München 1981)